# Гармата Дальгрена

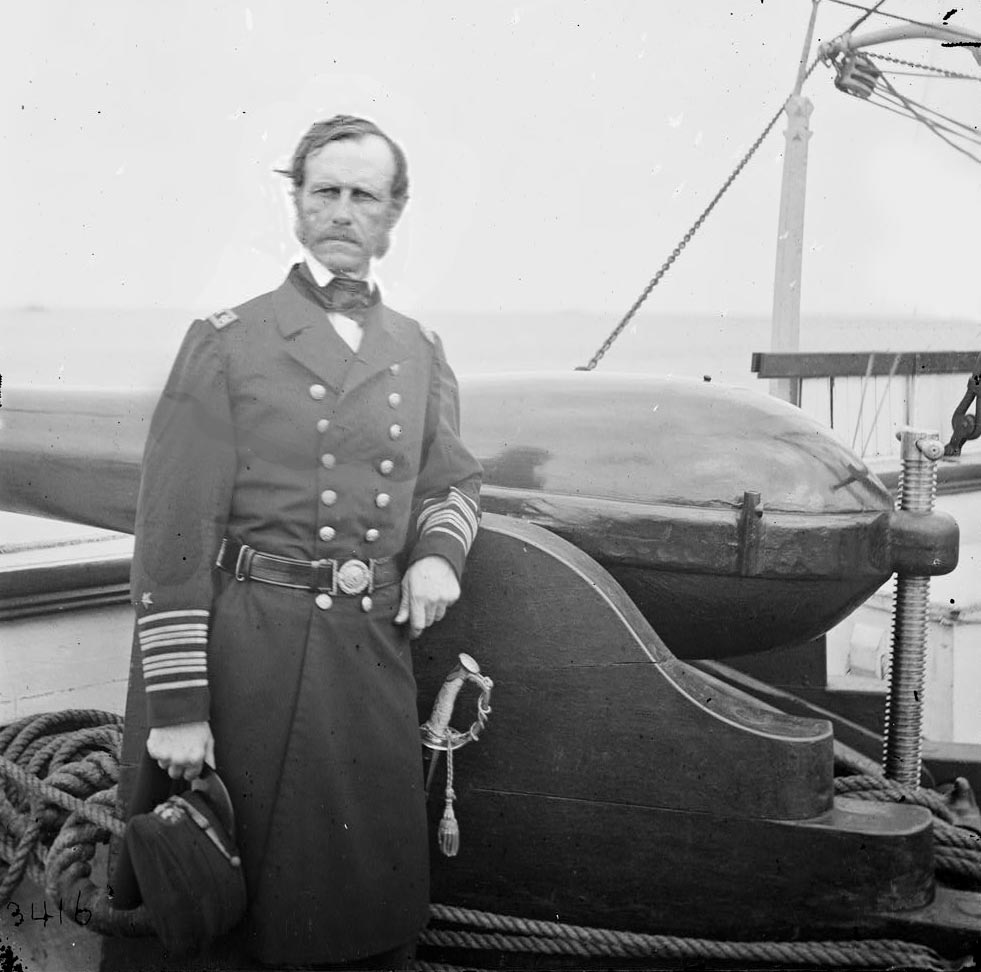
Джон А. Дальгрен стоїть поруч з 50-фунтовою нарізною гарматою Дальгрена на борту USS Pawnee, 1865.

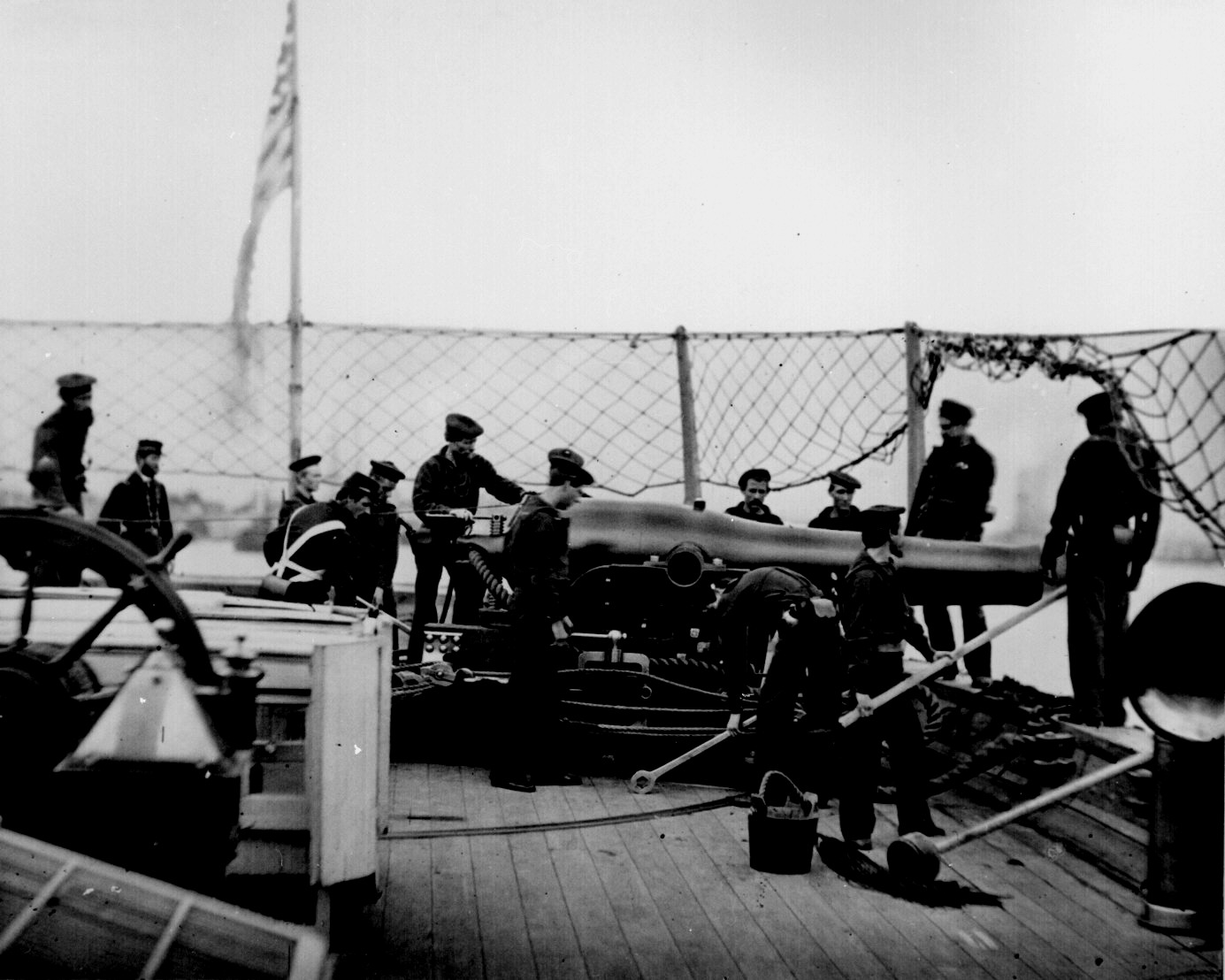
9-дюймовий гладкоствольна гармата Дальгрена на кормовій повортній установці та її обслуга на борту USS Маямі, 1864. (Національні архіви).

Гармати Дальгрена були дульнозарядними, а пізніше і нарізними корабельними гарматами, розробленими контр-адміралом Джоном А. Дальгреном(13 листопада 1809 - 12 липня 1870) і застосовувались в основному в період американської громадянської війни.  Філософія конструкції Дальгрена виникла в результаті того, що він став свідком випадкового вибуху в 1849 році, коли 32 фунтова гармата перевірялась на точність, який вбив навідника. Адмірал вважав, що більш безпечні, більш потужні військово-морські гармати можуть бути розроблені з використанням більш наукових критеріїв під час проєктування.
Зброя Дальгрена була спроєктована з гладкою вигнутою формою, що вирівнювала деформацію і концентрувала більшу вагу металу в казенній частині гармати, де був найбільший тиск розширювальних паливних газів, який загрожував розривом ствола. Через свої округлі контури гармати Дальгрена отримали прізвисько "пляшки соди", саме форма стала їхньою найбільш чіткою ідентифікаційною ознакою. :203